# 순흥초등학교
순흥초등학교는 대한민국 경상북도 영주시 순흥면 읍내리에 있는 공립 초등학교이다.

## 학교 연혁
- 1906년 4월 7일 사립 흥주소학교 개교
- 1911년 9월 8일 순흥공립보통학교(4년제) 개교
- 1924년 4월 1일 6년제로 개편
- 1938년 4월 1일 순흥공립심상소학교로 개칭
- 1941년 4월 1일 순흥공립국민학교로 개칭
- 1981년 3월 13일 병설유치원 개원
- 1993년 3월 1일 배점분교장 편입
- 1996년 3월 1일 순흥초등학교로 개칭
- 2008년 3월 1일 배점분교장 통폐합
- 2019년 2월 15일 제106회 졸업(총 졸업생수 8,102명)
- 2019년 3월 1일 제41대 문영숙 교장 부임
- 2019년 3월 1일 초등학교 5학급, 유치원 1학급 편성

## 학교 상징
- 교화 : 개나리 - 개나리는 이른 봄에 잎보다 꽃이 먼저 피고 번식력이 매우 강해 학교의 무궁한 발전을 상징하여 교화로 지정하였다.
- 교목 : 향나무 - 향나무는 측백나무과의 상록침엽 교목으로 순흥선비의 기상 같은 늘 푸르름이 교훈적이어서 교목으로 지정하였다.

## 참고 자료
- 순흥초등학교 - 한국교육학술정보원 학교알리미